# Мартин на Житави
Мартин на Житави (слч. Martin nad Žitavou) насељено је мјесто са административним статусом сеоске општине (слч. obec) у округу Злате Моравце, у Њитранском крају, Словачка Република.

## Становништво
| Година:    | 1994. | 2004.   | 2014.   | 2024.    |
| ---------- | ----- | ------- | ------- | -------- |
| Број људи: | 503   | 532     | 527     | 583      |
| Разлика:   |       | +5,76 % | -0,93 % | +10,62 % |

| Година:    | 2023. | 2024.   |
| ---------- | ----- | ------- |
| Број људи: | 568   | 583     |
| Разлика:   |       | +2,64 % |

Према подацима о броју становника из 2011. године насеље је имало 517 становника.